# Hugo Kleinbrod
Hugo Kleinbrod (* 19. September 1910 in Dornbirn; † 27. April 1970 in Bregenz) war ein katholischer Priester in Vorarlberg und Gründer des Vorarlberger Kinderdorfs.

## Leben
Von 1924 bis 1932 besucht Hugo Kleinbrod das Gymnasium in Bregenz. Im Anschluss maturierte er am k.u.k. Gymnasium in der Gallusstraße. Nach dem Theologiestudium in Innsbruck und am Priesterseminar in Brixen wurde Diakon Kleinbrod am 29. Juni 1936 von Bischof Sigismund Waitz zum Priester geweiht. 
Ab November 1937 war er Pfarrhelfer in Lustenau, zuerst in der Pfarre St. Peter und Paul, ab 1. Oktober 1940 in der neugegründeten Erlöserpfarre.
Zeitzeugen beschreiben Hugo Kleinbrod als tatkräftig, aufopferungsvoll und charismatisch. Bereits im Sommer 1939 organisierte er für Lustenauer Kinder ein Ferienlager in Buchboden, in den folgenden beiden Jahren fanden trotz strenger Verbote durch die Nationalsozialisten weitere geheime Lager in Schönenbach statt. 
Nachdem diese Aktivitäten aufgeflogen waren, kam Kleinbrod 1941 wegen „starker Beeinflussung der Jugend“ für vier Wochen in Gestapo-Haft. Im Herbst 1941 schließlich wurde er zur Marine eingezogen.
Als er nach dem Zweiten Weltkrieg aus der Kriegsgefangenschaft zurückgekehrt war, kümmerte er sich um arme Kinder und Waisen. Ab 1946 veranstaltete er wieder Ferienlager in Schönenbach und gründete schließlich am 13. Jänner 1951 in Au-Rehmen im Bregenzerwald das „Kinderdorf Vorarlberg“, das 1991 in „Vorarlberger Kinderdorf“ umbenannt wurde.
Per Dekret wurde Hugo Kleinbrod, von 1962 tätig als Kurat in Au-Rehmen, von der Diözese 1965 nach Viktorsberg versetzt. Dieses Amt hielt er als Pfarrprovisor bis zu seinem Tod. Er verstarb am 27. April 1970 im Sanatorium Mehrerau in Bregenz.
Die 2007 im Planet Pure Stadion in Lustenau errichtete Hugo-Kleinbrod-Kapelle ist dem ehemaligen Pfarrhelfer Hugo Kleinbrod gewidmet.

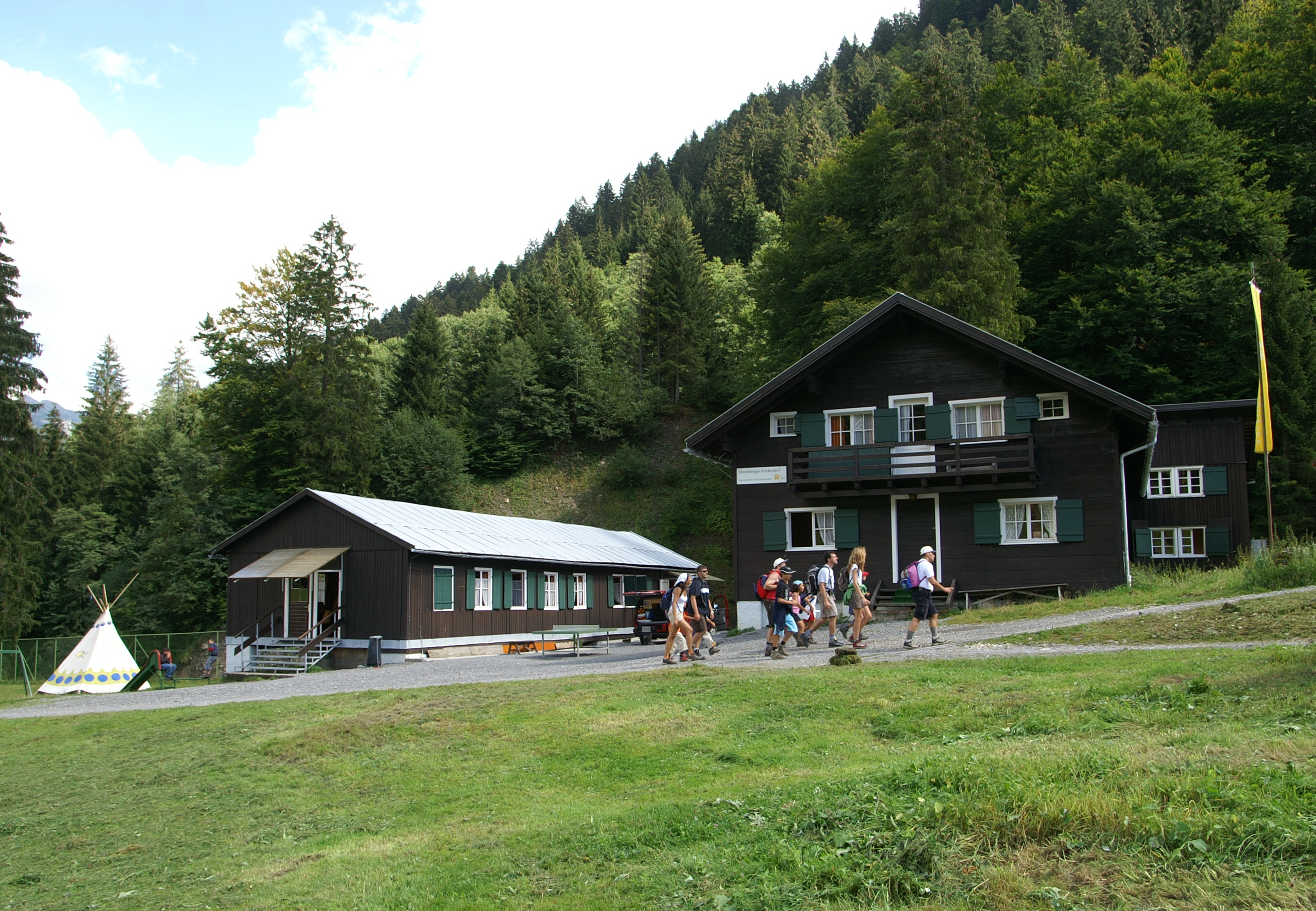
Ferienheim Schönenbach
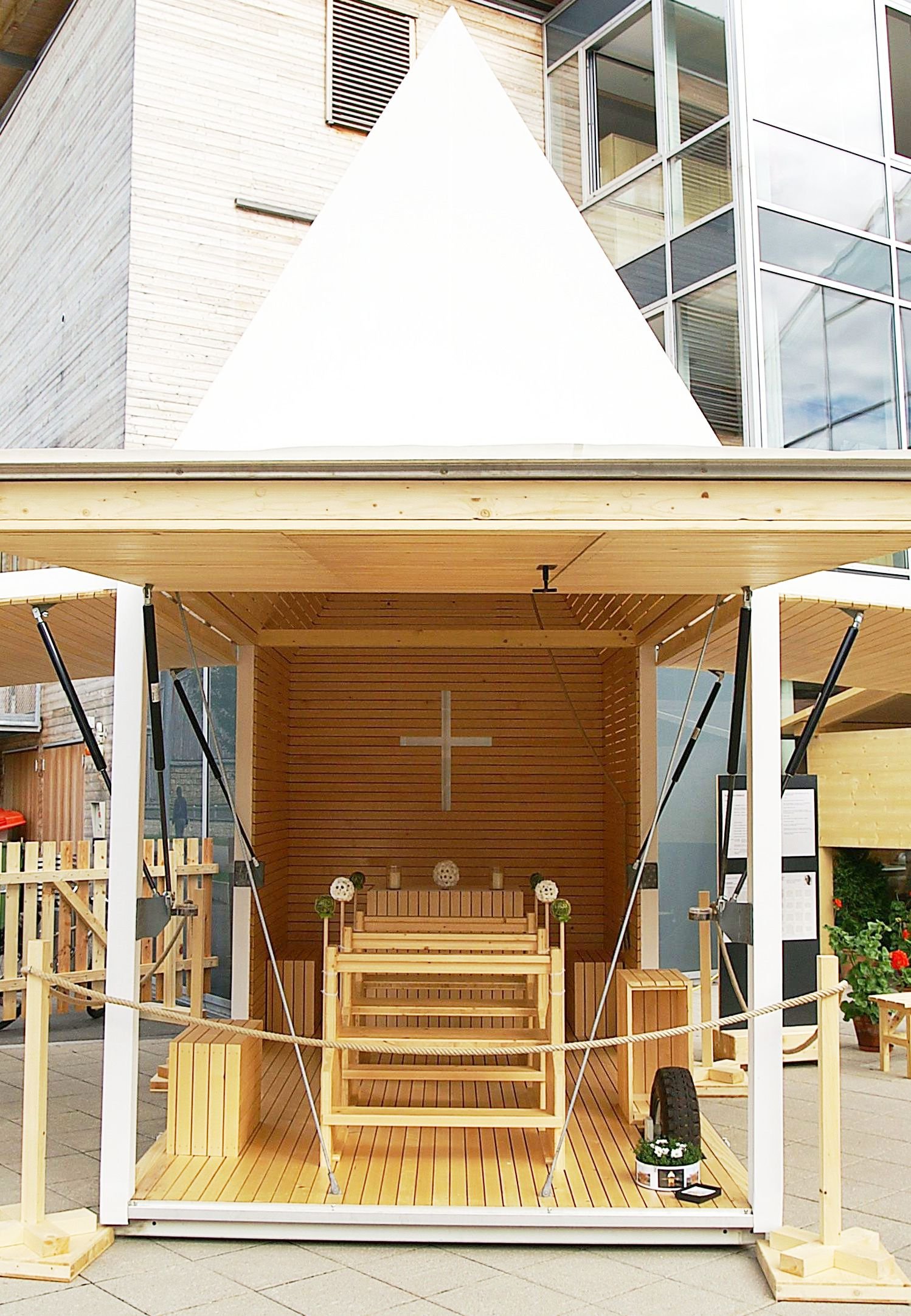
Kleinbrod-Kapelle (im Reichshofstadion Lustenau)
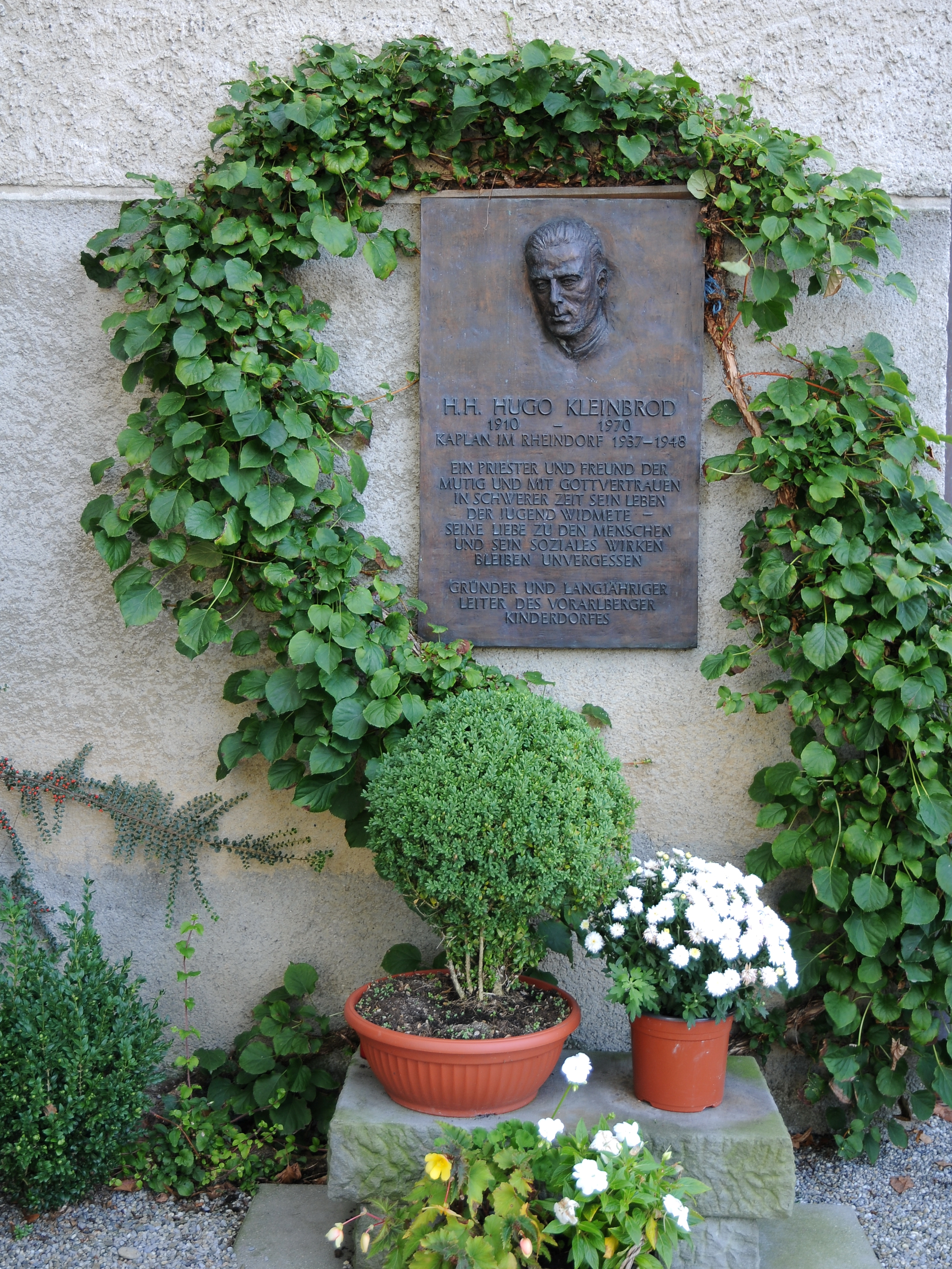
Grabmal
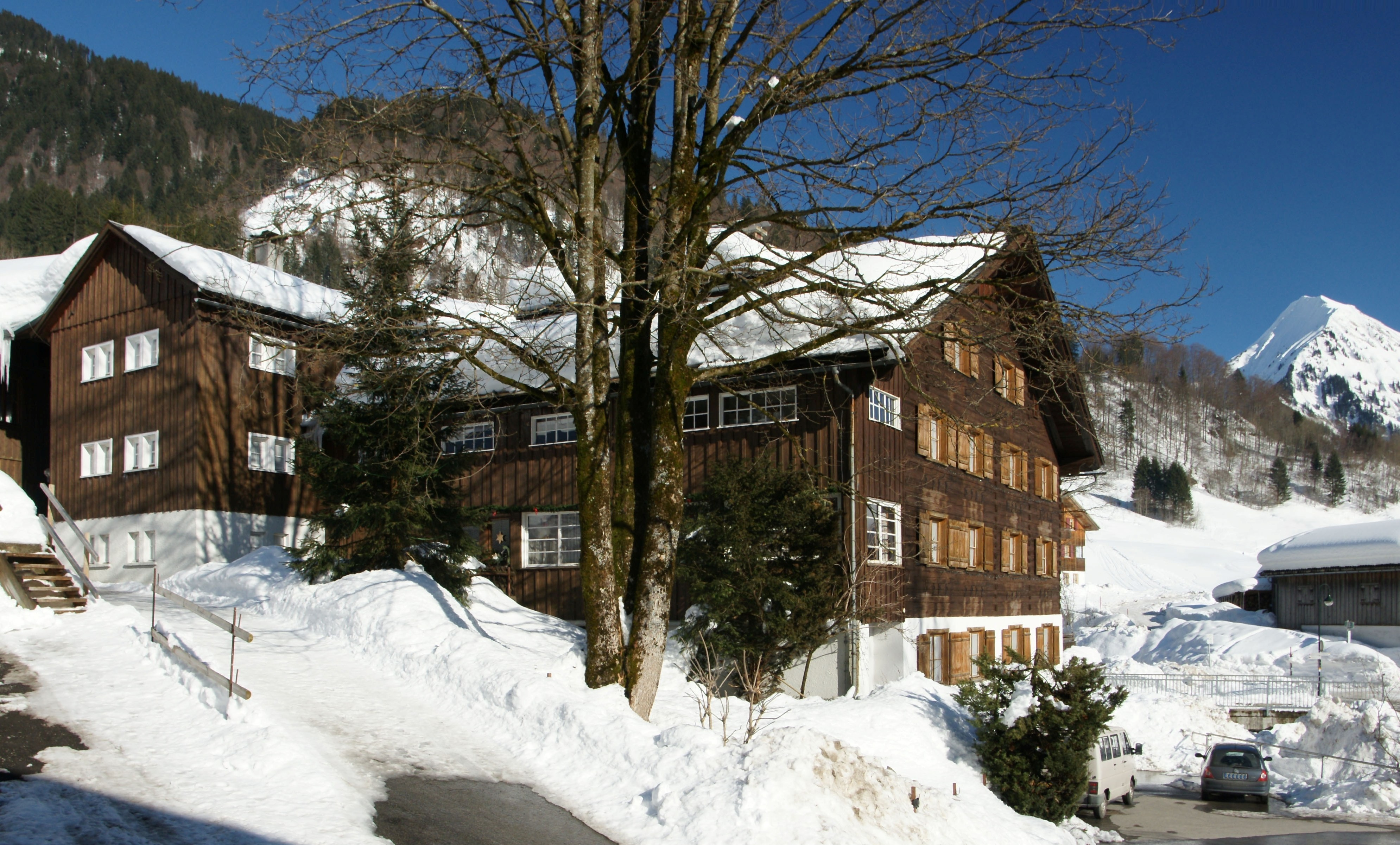
„Alte Mühle“ in Au-Rehmen (Grundsteinlegung des Vorarlberger Kinderdorf)